# Новая Муртаза
Новая Муртаза (баш. Яңы Мортаза) — село в Чекмагушевском районе Республики Башкортостан Российской Федерации. Входит в состав Старокалмашевского сельсовета.

## География

### Географическое положение
Расстояние до:
- районного центра (Чекмагуш): 23 км,
- центра сельсовета (Старокалмашево): 11 км,
- ближайшей ж/д станции (Буздяк): 90 км.

## Население
| 2002 | 2009 | 2010 |
| ---- | ---- | ---- |
| 191  | ↗201 | ↘164 |

Национальный состав
Согласно переписи 2002 года, преобладающие национальности — башкиры (2 %), татары (98 %).

## Известные уроженцы
- Еникеев, Рифхат Салихович (1924—2000) — председатель колхоза имени Карла Маркса Дюртюлинского района Башкирской АССР в 1963—1989 годах, Герой Социалистического Труда.